# 쌍발 제트기

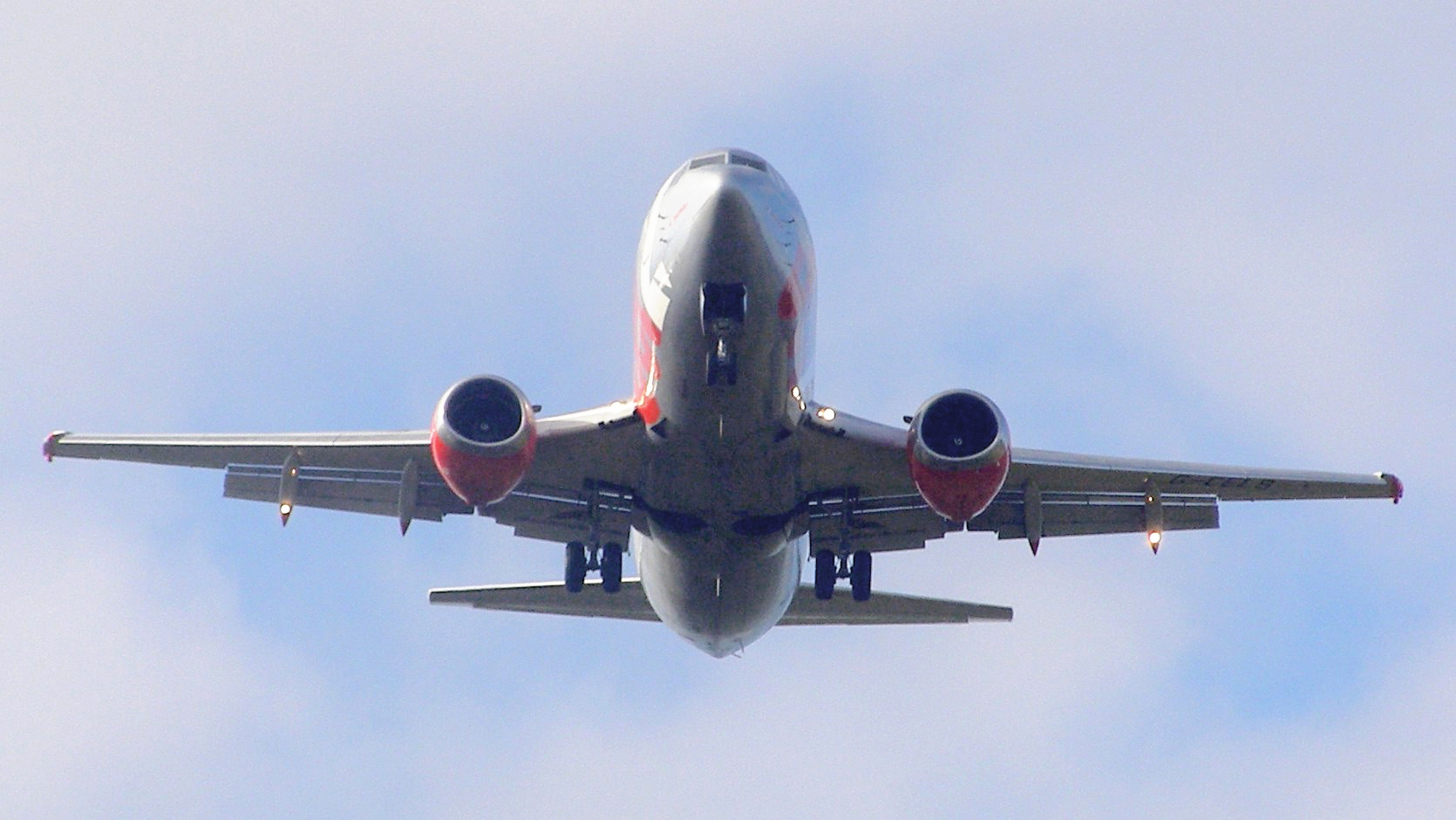
보잉 737 쌍발 제트기

쌍발 제트기, 트윈제트(twinjet) 또는 트윈 엔진 제트(twin-engine jet)는 두 개의 엔진으로 구동되는 제트기이다. 쌍발 제트기는 단일 작동 엔진으로 착륙할 수 있을 만큼 잘 비행할 수 있으므로 엔진 고장 시 단일 엔진 항공기보다 안전하다. 쌍발 제트기의 연료 효율은 엔진이 더 많은 항공기의 연료 효율보다 좋다. 이러한 고려 사항으로 인해 여객기, 고정익 군용기 등을 포함하여 쌍발 엔진을 갖춘 모든 유형의 항공기가 널리 사용되었다.

## 항공기 구성
쌍발 제트기에는 세 가지 일반적인 구성이 있다. 첫 번째는 여객기와 같은 대형 항공기에서 흔히 볼 수 있는 포드형 엔진(podded engine)으로, 일반적으로 각 날개 아래, 때로는 위 또는 내부에 장착된다.
두 번째는 많은 비즈니스 제트기에 사용되는 미부와 가까운 후방 동체의 각 측면에 하나의 엔진이 장착되어 있다.
세 번째 구성에서는 두 엔진이 모두 동체 내에 나란히 배치되어 1960년대 이후 대부분의 전투기에서 사용되었다. 이 구성을 사용하는 이후 전투기에는 Su-27 '플랭커', 맥도널 더글러스 F-15 이글 및 F-22 랩터가 포함된다.

## 같이 보기
- 광폭동체 항공기
- ETOPS